# Agrostis umbellata
Agrostis umbellata là một loài thực vật có hoa trong họ Hòa thảo. Loài này được Colla mô tả khoa học đầu tiên năm 1836.